# Curta Taquary
O Curta Taquary - Festival de Audiovisual é um festival de cinema realizado na cidade de Taquaritinga do Norte, no Agreste de Pernambuco, desde 2005. Com curadoria e direção artística de Alexandre Soares, a maratona cinematográfica traz uma seleção internacional com caráter competitivo de curta-metragens brasileiros e latino-americanos nos gêneros de ficção, documentário, animação e experimental. Sua programação conta com produções voltadas para as temáticas sociopolíticas e educativas ambientais, de gênero, étnico-raciais e inclusivas. Além da exibição dos filmes, o festival conta com várias atividades, entre elas debates, laboratórios, oficinas e workshops voltados para a formação audiovisual. 
Ao longo de sua trajetória, o Curta Taquary se consolidou como um dos principais festivais de audiovisual de Pernambuco e do Nordeste, reunindo produções instigantes que oferecem panoramas pulsantes das cenas de todos os estados do Brasil, além de vários países. A importância do festival se reflete tanto nos frutos que tem deixado para a cidade como pelo reconhecimento do setor de audiovisual do país. Tanto que, na edição de 2022, o projeto teve recorde de inscritos, com 777 inscrições de filmes. 
Com mostras competitivas e também especiais, oferece espaço para jovens realizadores e também nomes consagrados do cinema brasileiro, levando a Taquaritinga do Norte obras inéditas e também que estão repercutindo em festivais ao redor do Brasil e do mundo.  
Com todas as atividades gratuitas, a iniciativa tem um projeto consolidado de acessibilidade e se preocupa também com a descentralização, realizando exibições, oficinas e outras ações em escolas, espaços públicos, entre outros, não só de Taquaritinga do Norte, como também de cidades e distritos do entorno, como Caruaru, Toritama e Gravatá do Ibiapina.

## História e missão
O Curta Taquary teve sua primeira edição realizada em 2005, por iniciativa de Alexandre Soares. Em entrevista realizada à época, o cineasta e produtor afirmou que seu objetivo era tornar o cinema "popular e acessível em Taquaritinga", missão que tem sido levada adiante desde então. Em sua segunda edição, em 2009, o festival já estreitava os laços com outras linguagens, como a música e a moda, e realizou, além de desfile, shows de Elba Ramalho, Orquestra Popular da Bomba do Hemeterio, Lenine, entre outros.
Crescendo a cada ano, o festival colocou como um dos seus eixos a missão de levar os realizadores, atores, produtores, além de outros fazedores de cultura para a cidade de Taquaritinga do Norte, em um processo de troca de vivências e experiências desses artistas com a população da cidade e do entorno. Pessoas de diversas cidades da região passaram a incluir o festival em seu calendário para assistir às sessões de cinema e também participar das atividades formativas.
Com a eclosão da pandemia de Covid-19, as edições de 2020 e 2021 foram realizadas de forma totalmente remota, com as exibições e atividades formativas acontecendo no ambiente digital. Em 2022, com a melhoria nos números de casos e com o avanço da vacinação no Brasil, foi realizada uma edição híbrida. Neste ano, um dos principais eixos foi a conscientização ambiental e, para cada uma das inscrições realizadas (777, no total), foi plantada uma muda nativa da região, com o objetivo de reflorestar áreas degradadas pelo desmatamento e queimadas. 
A união do cinema com outras linguagens, como as artes cênicas, as artes visuais e a literatura, é uma das características do festival e permanece sendo estimulada. Na edição mais recente, realizada em 2022, por exemplo, foram ofertadas oficinas que transformavam poemas em vídeo e também de grafitagem. Também no 15º Curta Taquary, o festival utilizou o espaço do Cine Teatro Santo Amaro, equipamento histórico da cidade, que não recebia sessões de cinema desde 2014.

## Mostras
O festival é dividido em diversas mostras, visando pluralidades de abordagens a linguagem audiovisual. Até 2022, o festival conta com dez mostras competitivas, nas quais os premiados em diversas categorias, como Melhor Filme, Melhor Diretor, Melhor Roteiro, Melhor Ator e Melhor Atriz, são premiados com o troféu do Curta Taquary. São elas: 
- Mostra Brasil - Com obras de temática livre
- Mostra Universitária: Direcionada a produções oriundas de estudantes de graduação
- Mostra Dália da Serra: Reúne filmes produzidos em atividades epgagógicas, projetos de formação e oficinas
- Mostra Criancine: Direcionada ao público infantojuvenil
- Mostra Curtas Fantásticos: Com foco no horror, ficção científica e fantasia
- Mostra Internacional: Reúne produções de fora do Brasil, com destaque para países latino-americanos
- Mostra Diversidade: Com obras que abordem questões de diversidade sexual e de gênero
- Mostra Primeiros Passos: Voltada para os primeiros filmes de novos realizadores
- Mostra Por Um Mundo Melhor: Abarca produções com foco na educação socioambiental
- Mostra Pernambucana: Com trabalhos produzidos em Pernambuco

## Prêmios
Cada uma das mostras é competitiva nas seguintes categorias:
- Melhor Filme pelo Júri Oficial
- Melhor Filme pelo Júri da Crítica
- Melhor Filme pelo Júri Popular
- Melhor Direção
- Melhor Roteiro
- Melhor Direção de Fotografia
- Melhor Direção de Arte
- Melhor Edição
- Melhor Som
- Melhor Ator
- Melhor Atriz
- Melhor Figurino
- Melhor Cartaz